# Дегтярка (Алтайский край)
Дегтярка (нем. Schönwiese) — село в Немецком национальном районе Алтайского края, административный центр и единственный населённый пункт Дегтярского сельсовета.
Основано в 1909 году
Население — 1230 (2021)

## История
Основано меннонитами в 1909 году. До 1917 года входило в состав Орловской волости Барнаульского уезда Томской губернии.
Названо по материнской колонии Екатеринославской губернии Шенвизе. Осенью 1914 года переименовано в Дегтярку. Село входило в состав общины братских меннонитов Орлово-Шенвизе. В 1911 года построен молитвенный дом. Часть жителей — католики. В 1920-е годы действовало семеноводческое и племенное товарищество, имелась начальная школа.
В первой половине апреля 1930 году в селе произошли волнения, направленные против коллективизации. В 1931 году организован колхоз «Советский пахарь». С 1972 г. основным направлением хозяйства было производство семян пшеницы и сортообновление. В настоящее время сельскохозяйственная артель-колхоз «Москва», многоотраслевое хозяйство. С середины 1970-х годов работает гусиная ферма.

## Физико-географическая характеристика
Село расположено в пределах Кулундинской равнины, относящейся к Западно-Сибирской равнине, на высоте 173 метра над уровнем моря. Рельеф местности равнинный. Село окружено полями. Распространены чернозёмы южные.
По автомобильным дорогам расстояние до районного центра села Гальбштадт — 30 км, до краевого центра города Барнаула — 380 км, до ближайшего города Славгород — 67 км.
Климат
Климат умеренный континентальный (согласно классификации климатов Кёппена-Гейгера — тип Dfb). Среднегодовая температура положительная и составляет +1,4° С, средняя температура самого холодного месяца января − 17,7 °C, самого жаркого месяца июля + 20,0° С. Многолетняя норма осадков — 325 мм, наибольшее количество осадков выпадает в июле — 57 мм, наименьшее в марте — 13 мм
Часовой пояс
Дегтярка, как и весь Алтайский край, находится в часовой зоне МСК+4. Смещение применяемого времени относительно UTC составляет +7:00.

## Население
| 1911  | 1926  | 1980  | 1989  | 1991  | 1995  | 1997  | 1998  | 1999  | 2000  | 2001  |
| ----- | ----- | ----- | ----- | ----- | ----- | ----- | ----- | ----- | ----- | ----- |
| 291   | ↗357  | ↗1490 | ↗1906 | ↘1854 | ↗1991 | ↘1953 | ↗2032 | ↘2019 | ↗2068 | ↘2007 |
| 2002  | 2003  | 2004  | 2005  | 2006  | 2007  | 2008  | 2009  | 2010  | 2011  | 2012  |
| ↘1785 | ↗1849 | ↘1779 | ↗1819 | ↘1699 | ↘1595 | ↘1589 | ↘1553 | ↘1429 | ↘1427 | ↘1405 |
| 2013  | 2014  | 2015  | 2016  | 2017  | 2018  | 2019  | 2020  | 2021  |       |       |
| ↘1363 | ↘1329 | ↘1316 | ↘1303 | ↗1306 | ↘1295 | ↗1302 | ↘1265 | ↘1230 |       |       |

В 1995 году немцы составляли 60 % населения села.

## Инфраструктура
В селе имеется средняя общеобразовательная школа, детский сад «Радуга», фельдшерско-акушерский пункт, детская музыкальная школа, работают магазины, Дом культуры, центр немецкой культуры, библиотека.